# Карпатська коза
Карпатська коза – зазвичай біла порода з південно-східної Європи (включаючи Румунію, Україну та Польщу), яка використовується для виробництва м’яса та молока. Як правило, у них довге волосся і закручені роги. У Румунії вони зустрічаються в багатьох кольорах, однак знайдені в Польщі зазвичай білі.